# キュウリグサ属
キュウリグサ属（キュウリグサぞく、学名：Trigonotis 、漢字表記：胡瓜草属）は、ムラサキ科の属の1つ。

## 特徴
全草が繊細な多年草、越年草まれに一年草。葉は単葉で互生し、托葉がない。花序は総状花序になり、苞は基部のみにあるか、またはない。花は藍色、帯紅色、白色がある。萼は5深裂し、花後少し大きくなる。花冠は車型で5裂して平開し、花冠裂片はつぼみ時に瓦重ね状にたたまれる。雄蕊は5個あり、花筒につき、花冠裂片と互生する。子房は上位で、4室となる。果実は4個の分果で4面体になる。

## 分布
世界に約58種あり、アジア、東ヨーロッパに分布し、日本には6種ある。

## 種
和名および学名の記載はYListによる。

### 日本に分布する種
- ミズタビラコ Trigonotis brevipes (Maxim.) Maxim. ex Hemsl. - 多年草。花は淡青紫色で径2.5-3mm。山地の渓側の湿地に生育する。分果は黒褐色で平滑。日本固有種。本州、四国、九州に分布する[1][5]。
  - コシジタビラコ Trigonotis brevipes (Maxim.) Maxim. var. coronate (Ohwi) Ohwi	- 日本固有種。本州の青森県から福井県にかけた日本海側に偏って分布する。分果の背面に環状の付属体がある[1][5]。
- タチカメバソウ Trigonotis guilielmii (A.Gray) A.Gray ex Gürke - 多年草。花序に葉がない。花は淡青紫色または白色、径7-10mm。山地の谷間の湿った場所に生育する。日本固有種。北海道、本州に分布する[1][5]。
- ツルカメバソウ Trigonotis iinumae (Maxim.) Makino - 多年草。花序に葉がない。花は淡青色、径1cm。葉腋から長い走出枝を伸ばす。山地にまれに生育する。日本固有種。本州の中部地方以北に分布する[1][5]。絶滅危惧IB類(EN)-2017年レッドリスト。
- キュウリグサ Trigonotis peduncularis (Trevir.) F.B.Forbes et Hemsl. - 越年草。花は淡青紫色で径約2mm、花喉部は黄色になる。畑や道ばたにふつうに生える。北海道、本州、四国、九州、琉球のほか、アジアの温帯から暖帯に分布する[1][6]。
- ケルリソウ Trigonotis radicans (Turcz.) Steven - 多年草。花序に葉があり、全体に圧毛がある。花は淡青紫色、径8-10mm。山地にまれに生育する。九州、朝鮮半島、中国大陸北部に分布する[1]。絶滅危惧II類(VU)-2017年レッドリスト。
- チョウセンカメバソウ Trigonotis radicans (Turcz.) Steven var. sericea (Maxim.) H.Hara - 多年草。花序に葉があり、茎の下部や葉柄等に開出毛がある。花は白色、径7-10mm。山地にまれに生育する。九州、朝鮮半島、中国大陸東北部に分布する[1]。絶滅危惧IB類(EN)-2017年レッドリスト。

### 栽培種、その他の主な種
- アリサンタビラコ Trigonotis formosana Hayata
  - ウチダシタビラコ Trigonotis formosana Hayata var. elevatovenosa (Hayata) S.D.Shen et J.C.Wang
- ヤチムラサキ Trigonotis myosotidea (Maxim.) Maxim.
- ツギタカシロルリ Trigonotis nankotaizanensis (Sasaki) Masam. et Ohwi
- トウワスレナグサ Trigonotis peduncularis (Trevir.) F.B.Forbes et Hemsl. var. amblyosepala (Nakai et Kitag.) W.T.Wang

## ギャラリー
- ミズタビラコ
- タチカメバソウ
- キュウリグサ